# ثخيلة
ثُخَيْلة (الاسم العلمي Hypogastrura)، جنس حيوانات قافزة قارضة من مفصليات الأرجل وفصيلة الثخيليات ورتبة الكهدليات. هناك نحو 150 نوعًا موصوفًا.